# NGC 3010B
NGC 3010B је спирална галаксија у сазвежђу Велики медвед која се налази на NGC листи објеката дубоког неба.
Деклинација објекта је + 44° 18' 53" а ректасцензија 9h 50m 33,2s. Привидна величина (магнитуда) објекта NGC 3010 износи 14,5 а фотографска магнитуда 15,3. NGC 3010B је још познат и под ознакама UGC 5273, MCG 7-30-65, CGCG 239-35, PGC 28330.